# 坂口辰平
坂口 辰平（さかぐち たっぺい、1983年7月31日 - ）は、神奈川県出身の俳優である。JFCT所属。
身長174cm。特技は陸上競技、趣味は料理、お笑い、サッカー観戦。

## 来歴
- 兵庫県生まれ、神奈川県横浜市育ち。映画好きの父親の影響で幼少期から映画を観る機会が多く、高校時代には一人で名画座に足繁く通う。

- 大学在学中に俳優を志し、2004年に中退、舞台芸術学院に入学する。

- 2007年に劇団ハイバイの舞台を観て衝撃を受け、その年の7月に劇団員オーディションを受け合格する。2013年12月に退団するまで、数多くの岩井秀人作品に出演する。

- 退団後はJFCTに所属し、映像を中心に活躍の場を広げている。

## 出演

### 映画
- 踊る大捜査線 THE FINAL 新たなる希望
- リスナー-電波に生きる-
- 64-ロクヨン-前篇/後編 - 朝陽新聞キャップ 掛井 役
- SCOOP!
- 聖の青春
- 恋妻家宮本 スピンオフ第3話
- 世界は今日から君のもの
- 美しい星  - 長谷部収 役
- 検察側の罪人
- 友罪
- 鈴木家の嘘
- 楽園
- おらおらでひとりいぐも
- 明日の食卓
- 子供はわかってあげない - な 役
- 護られなかった者たちへ
- 燃えよ剣
- エス[2]

### テレビドラマ
- 終電バイバイ 第八夜「下北沢駅」（2013年、TBS） - 筋野康 役
- 家族狩り 第1話（2014年、TBS）
- ほっとけない魔女たち 第11・12話（2014年、東海テレビ） - 浜口 役
- 世にも奇妙な物語 2014年 秋の特別篇 ファナモ篇（2014年、フジテレビ）
- 月曜ゴールデン特別企画 全盲の僕が弁護士になった理由（2014年、TBS）
- ゴーストライター（2015年、フジテレビ）  - 品川譲 役
- 恋愛あるある。 シングルマザー篇（2015年、フジテレビ）
- 美女と男子 最終回（2015年、NHK）
- バウンサー 第8話（2017年、BSスカパー!）
- みをつくし料理帖 第1話（2017年、NHK）
- プラージュ 第1話（2017年、WOWOW） - 馬場光男役
- 春が来た 第3話（2018年、WOWOW）
- 透明なゆりかご 第1話（2018年、NHK） - 武藤さんの夫 役
- 大河ドラマ（NHK）
  - いだてん～東京オリムピック噺～ 第25～27・43回（2019年）
- 左ききのエレン 第4話（2019年、MBS・TBS）
- 珈琲いかがでしょう 第2話（2021年、テレビ東京）
- グラップラー刃牙はBLではないかと考え続けた乙女の記録ッッ 7話（2021年、WOWOW）[3]
- BSプレミアムドラマ 拾われた男 LOST MAN FOUND 第3話（2022年7月10日、NHK BSプレミアム・ディズニープラス）[3]
- だが、情熱はある 第2話（2023年4月16日、日本テレビ）
- 0.5の男 第2話 - 最終話（2023年6月4日・11日・25日、WOWOW） - 守屋 役
- 仮面ライダーガヴ 第31話・第32話（2025年4月20日・27日） - 理容師 役

### テレビ
- ゴッドタン ストイック暗記王13（2014年、テレビ東京）
- 痛快TV スカッとジャパン（2015・2016年、フジテレビ）
- 飯を喰らひて華と告ぐ 第7話（2024年8月20日、MXテレビ） - あやちのファン 役

### 配信
- 火花 第6話（2016年、NETFLIX） - 飯野健一 役
- 高台家の人々（2016年、dTV） - 山根 役
- 代償（2016年、hulu）

### CM
- ソフトバンク『白戸家「猫じゃらし」「隕石総集編」』（2011年）
- ブリヂストン『TAIYA CAFE エコピア』篇（2011年）
- NHK『全力応援！ロンドン』キャンペーンスポット（2012年）
- コカ・コーラ『REALウコン「新パッケージ」篇「新デザイン・春」篇』（2013年）
- マクドナルド『Buy One Get One Potato』篇（2013年）
- So-net『NURO DEVILMAN 温める』（2013～2014年）
- 東洋水産『赤いきつねうどん・緑のたぬき天そば サイン会篇』（2014年）
- 旭化成ホームプロダクツ『クックパー フライパン用ホイル「続・さかなの会話／フライパン」篇』（2014年）
- 日本経済新聞『田中電子版』（2014年）
- エステー『ドライペット “夢”篇・“太ること ”篇』（2014～2017年）
- シーシーアイ『スマートミスト』（2014～2015年）
- バンダイナムコ『ドリフトスピリッツ「名車コレクター」篇』（2016年）
- モンデリーズ・ジャパン『HALLSで深呼吸』（2017年）
- mixi『Shall we モンス？「お花見篇」』（2018年）
- UHA味覚糖『UHAグミサプリ 亜鉛＆マカ「腕立て伏せ」「すごいダンス」篇』（2019年）
- メガネの愛眼『アイガンのPOCOP』（2019年）
- SATORI『会議篇』（2020年）
- SATORI『ネットなニュース』篇（2021年）
- UHA味覚糖『グミサプリ 鉄 貧血ウエイトレス』篇（2021年）

### 舞台
- ハイバイ公演
  - 「兄弟舟」（2007年7月 - 8月、アトリエヘリコプター）
  - 「ハイバイ オムニ出す」（2008年10月 - 11月、リトルモア地下）
  - 「ヒッキー・カンクーントルネード」（2009年4月、愛知県芸術劇場小ホール）
  - 「リサイクルショップ「KOBITO」」（2009年6月、こまばアゴラ劇場・精華小劇場）
  - 「て」（2009年10月、東京芸術劇場・北九州芸術劇場）
  - 「ヒッキー・カンクーントルネードの旅2010」（2010年5月、アトリエヘリコプター他）
  - 「七つのおいのり」（2011年6月、アトリエヘリコプター）
  - 「ヒッキー・カンクーントルネード」（2011年、韓国公演）
  - 「ある女」第57回岸田國士戯曲賞受賞作品（2012年1月 - 3月、こまばアゴラ劇場他）
  - 「ポンポン お前の自意識に小刻みに振りたくなるんだポンポン」（2012年7月 - 8月、こまばアゴラ劇場他）
  - 「月光のつつしみ」（2013年9月、KAAT神奈川芸術劇場大スタジオ）
- 五反田団「新年工場見学会08（ハイバイの珍徳丸）」（2008年、アトリエヘリコプター）
- 青年団若手企画「おいでおいでぷす」（2008年4月、アトリエ春風舎）
- アイサツ「クレイジー」（2008年8月）
- 五反田団「新年工場見学会09（ハイバイのチャゲ＆飛鳥のニセモノ）」（2009年1月、アトリエヘリコプター）
- 4×1h「ソヴァージュばあさん」（2009年1月、新宿シアター・ミラクル）
- サンプル「通過」（2009年5月、三鷹市芸術文化センター星のホール）
- 五反田団「五反田怪団2009」（2009年7月、アトリエヘリコプター）
- オーストラ・マコンドー「三月の5日間」（2010年1月、赤坂RED/THEATER）
- ろりえ「恋2」（2010年3月、花まる学習会王子小劇場）
- toi presents 5th「華麗なる招待-The Long Christmas Dinner（2010年7月 - 8月、STスポット横浜）
- 五反田団「五反田怪団2010」（2010年9月、アトリエヘリコプター）
- はえぎわ「ガラパコスパコス」（2010年12月）
- 五反田団「新年工場見学会2011（ハイバイのヤンキーのニセモノ）」（2011年1月、アトリエヘリコプター）
- パルコ・プロデュース「クレイジーハニー」（2011年8月 - 9月、PARCO劇場 他）
- 五反田団「五反田怪団2013」（2013年8月 - 9月、アトリエヘリコプター）
- ジェットラグプロデュース「アルテノのパン」（2013年6月、赤坂RED/THEATER）
- サンプル「永い遠足」（2013年11月）
- 五反田団「五反田怪団2014」（2014年8月）
- 青山円劇カウンシル アンコール 「生きてるものはいないのか」（2014年10月、青山円形劇場）
- ほろびて「つながらない〈null〉を巡るこどもとおとなのものがたり」（2014年10月、スタジオ空洞）